# Ishmael Reed
Ishmael Scott Reed (nació el 22 de febrero de 1938) es un poeta estadounidense, ensayista, dramaturgo y novelista. Reed es conocido por sus obras satíricas que desafían la cultura política estadounidense, y destacando la opresión política y cultural.
El trabajo de Reed a menudo ha tratado de representar olvidadas perspectivas africanas y afroestadounidenses, su energía y la defensa han centrado de manera más amplia sobre los pueblos abandonados y perspectivas, con independencia de sus orígenes culturales.

## Vida y Carrera
Reed nació en Chattanooga, Tennessee, pero se crio en Buffalo, Nueva York, donde asistió a la Universidad de Buffalo, una organización privada universitario que pasó a formar parte del sistema estatal universitario público después de su partida. La universidad le otorgó un doctorado honoris causa en 1995.
En 1998, Reed habló sobre sus influencias en una entrevista: "Probablemente he sido más influenciados por los poetas que por los novelistas - los poetas Harlem Renaissance, el Poetas Beat, la Americana surrealista Ted Joans. los poetas tienen que estar más en sintonía con originalidad, empezar con las líneas y las asociaciones del escritor en prosa ordinaria no se le ocurriría ".
Se mudó a Nueva York en 1962 y cofundó con el fallecido Walter Bowart, el East Village Other, una publicación subterránea conocida. Él era también un miembro de los poetas Umbra, una organización entre cuyos miembros había algunos que ayudó a establecer el Black Arts Movements y promovió una estética Negra, aunque Ishmael Reed nunca fue un participante en ese movimiento.
En 2005, Reed se retiró de la enseñanza en la Universidad de California, Berkeley, donde enseñó durante treinta y cinco años. Actualmente vive en Oakland, California con su esposa por más de 40 años, Carla Blank, el aclamado autor, coreógrafo y director. Sus archivos se encuentran en Colecciones Especiales de la Universidad de Delaware en Newark. Ishmael Reed hizo una aparición como ponente plenaria en el 2008 &NOW Festival, que tuvo lugar en la Universidad de Chapman. El blog de Reed aparece en www.sfgate.com.

## Obras publicadas
Reed'spublic+o obras que incluyen sus 10 novelas:
- The Free-Lance Pallbearers (1967)
- Yellow Back Radio Broke-Down (1969)
- Mumbo Jumbo (novela)|Mumbo Jumbo (1972)
- The Last Days of Louisiana Red (1974)
- Flight to Canada (1976)
- The Terrible Twos (novela (1982)
- Reckless Eyeballing (novel)| Reckless Eyeballing (1986)
- The Terrible Threes (1989)
- Japanese By Spring (1993)
- Juice! (2011)

Entre sus otros libros son seis colecciones de poesía, entre ellos Poemas nuevos y sereno, 1964-2007, ocho colecciones de ensayos, el más reciente Barack Obama y la prensa Jim Crow: El retorno de los Breakers Nigger ( 2010), una farsa, Cab Calloway se encuentra en la Luna o El Hexorcism de Noxon Awful D (1970), un libreto, parque de Getsemaní, una colección de muestras, The Reader Reed ( 2000), dos relatos de viajes, de los cuales el más reciente es City Blues: A Walk in Oakland (2003), y seis obras de teatro, recogidas por Dalkey Archive Press como Ishmael Reed, las obras de teatro (2009).
También ha editado antologías trece, la más reciente de las cuales es POW WOW, Trazando las líneas de falla de la American Experience-Short Fiction Desde entonces hasta ahora (2009), una colección de la obra de 63 autores, coeditado con Carla Blank. Que abarca más de 200 años de la literatura norteamericana, Reed en su "Prólogo", lo llama "un encuentro de voces de las tribus diferentes". Prisionero de guerra  WOW es la compañera de la ficción a la antología Desde Tótems de Hip-Hop: Una antología de la poesía Multicultural En las Américas, 1900-2002 (2003), en el que Reed hace suya una definición abierta de la poesía americana como una fusión, que debería incluir el trabajo se encuentra en el tradicional canon occidental de influencia europea poesía americana, así como el trabajo de los inmigrantes, Artistas de la cultura hip hop, y Nativos Americanos.
Desde principios de 1970, Ishmael Reed ha defendido el trabajo de otros escritores, fundando y sirviendo como director y editor de varias editoriales pequeñas y revistas. Su sello editorial actual es Ishmael Reed Publishing Company, y su revista literaria en línea,  Konch, poesía características, ensayos y ficción. Su primer acto fue realizado en el Kennedy Millennium Center Hall en Washington D. C., el 14 de noviembre de 2010, y sigue siendo archivados en su página web.

## Honores y premios
Dos de sus libros han sido nominados para el Premio Nacional del Libro y un libro de poesía “Conjure” fue nominado para el premio Pulitzer. Su “New and Collected Poems, 1964-2007” recibió la medalla de oro del Club Commonwealth de California. Un poema escrito en Seattle en 1969 "Beware Do Not Read This Poem" ha sido identificado por la compañía Gale Research como aproximadamente uno de los 20 poemas que profesores y bibliotecarios más frecuentemente estudian en los cursos de literatura. Los poemas, ensayos y novelas de Reed han sido traducidos al francés, español, alemán, italiano, japonés, hebreo, húngaro, coreano y chino, entre otros.
Recientemente, JAZZ SF, la organización líder sin fines de lucro de la Costa Oeste, ha nombrado a Ishmael Reed el primer poeta SFJAZZ. En 1998, también recibió como premio una beca de la fundación John D. y Catherine T. MacArthur. En 1999, recibió el Premio Fred Cody por el libro Área de la Bahía, y fue introducido al Salón de la Fama de Escritores de Ascendencia Africana en la Universidad Estatal de Chicago. Otros premios incluyen un René Castillo Otto de Teatro Político (2002), el Premio de Phillis Wheatley del Libro Harlem Fair (2003), y en 2004, el Premio Robert Kirsch, de Los Angeles Times Book Prize, además delEscritura de Proyectos en el Área de DC por el segundo ejemplar anual del Premio y el Martin Millennial Writers, Inc., entre otros.

## Música
Los textos y letras de Ishmael Reed se han realizado o integrado con música de Albert Ayler, David Murray, Allen Toussaint, Carman Moore, Taj Mahal, Olu Dara, Lester Bowie, Carla Bley, Steve Swallow, Ravi Coltrane, Leo Nocentelli, Eddie Harris, Anthony Cox (músico), Don Pullen, Billy Bang, Bobby Womack, Milton Cardonna, Omar Sosa, Fernando Saunders, Yosvanni Terry, Jack Bruce, Little Jimmy Scott, Robert Jason, Alvin Youngblood Hart, Mary Wilson de the Supremes, Cassandra Wilson y otros
Él ha sido el participante central en el más largo curso de música / poesía por colaboración, conocido como “Conjure Proyects”, producidos por Kip Hanrahan en American Clavé: “Conjure Me” (1984) y Conjure II (1988), que fueron reeditados por Rounder Records en 1995, y “Conjure Bad Mouth” (2005), cuyas composiciones fueron desarrollados en vivo por presentaciones de la banda Conjure, de 2003 a 2004, incluyendo los compromisos de París Banlieues 'Bleues, Barbican de Londres, y el Café Blue Note de Tokio.
The “Village Voice clasificado como el álbum “Conjure” 2005 como uno de los cuatro mejores álbumes de palabra-hablada lanzados en 2006. En 2008, Reed fue distinguido como compositor de Blues del Año en los Premios del Salón de la Fama de West Coast Blues. Un disco de David Murray lanzado en 2009, The Devil Tried to Kill Me”, incluye dos canciones con letra de Reed: "Afrika", cantado por Taj Mahal, y el título de la canción realizadas por SF-rapero Sista Kee. El 11 de septiembre de 2011, en un concierto de Jazz à la Villette en la Grande Halle de París, la Red Bull Music Academy World Tour estrenó tres nuevas canciones con letra de Ishmael Reed, interpretadas por Macy Gray, Tony Allen, los miembros de The Roots, David Murray y su Big Band, Amp Fiddler y Fela! cantante / bailarines. En 2007, hizo su debut como pianista de jazz y director de orquesta con For All We Know de El Quinteto Ishmael Reed.

## Fundación Before Columbus
Ishmael Reed es el fundador de la Fundación "Before Columbus Foundation", el cual desde 1980 ha presentado anualmente los Premios American Book, el capítulo de Oakland PEN, y There Cinema City, una organización que promueve la distribución y discusión de películas de todo el mundo.

### Novelas
- The Freelance Pallbearers, 1967
- Yellow Back Radio Broke-Down, 1969
- Mumbo Jumbo (novel)|Mumbo Jumbo, 1972
- The Last Days of Louisiana Red, 1974
- Flight to Canada, 1976
- The Terrible Twos, 1982
- Reckless Eyeballing, 1986
- The Terrible Threes, 1989
- Japanese by Spring, 1993
- Juice!, 2011

### Poesía, Obras de Teatro y No Ficción
- catechism of d neoamerican hoodoo church, 1969
- 19 Necromancers From Now, 1970
- Cab Calloway Stands in for the Moon or D Hexorcism of Noxon D Awful, 1970
- Neo-HooDoo Manifesto, 1972
- Conjure: Selected Poems, 1963–1970, 1972
- Chattanooga: Poems, 1973
- Califia: The California Poetry, 1978
- Yardbird Lives!, 1978
- A Secretary to the Spirits, illustrated by Betye Saar, 1978
- Shrovetide in Old New Orleans: Essays, 1978
- God Made Alaska for the Indians: Selected Essays, 1982
- CONJURE: Music for the Texts of ISHMAEL REED, American Clave Music, 1984, 1995
- New and Collected Poetry, 1988
- Writing is Fighting: Thirty-Seven Years of Boxing on Paper, 1988
- CONJURE: Cab Calloway Stands In For The Moon, American Clave Music, 1988, 1995
- The Before Columbus Foundation Fiction Anthology, Selections from the American Book Awards 1980–1990, 1991
- Airing Dirty Laundry, 1993
- Conversations with Ishmael Reed, ed. Bruce Dick and Amritjit Singh, 1995
- Oakland Rhapsody, The Secret Soul Of An American Downtown, with photographs by Richard Nagler, 1995
- The HarperCollins Literary Mosaic Series, General Editor of 4 anthologies edited by Gerald Vizenor, Shawn Wong, Nicolas Kanellos and Al Young, 1995–1996
- MultiAmerica, Essays on Cultural Wars and Cultural Peace, 1997
- Gethsemane Park, libretto; Carman Moore, composer (premiere, Berkeley Black Repertory Theater, 1998)
- The Reed Reader, 2000
- Blues City: A Walk in Oakland, 2003
- Another Day at the Front, Dispatches from the Race War, 2003
- From Totems to Hip-Hop: A Multicultural Anthology of Poetry Across the Americas, 1900–2001, 2003
- CONJURE: Bad Mouth, American Clave Music, 2005
- New and Collected Poems, 1964-2006, 2006 (hardcover); New and Collected Poems, 1964-2007, 2007 (paperback)
- Sacred Ground, Justin Time Records, by David Murray and Black Saint Quartet, including Reed's texts for the title song and "The Prophet of Doom," both sung by Cassandra Wilson, 2007
- Mixing It Up: Taking on the Media Bullies and Other Reflections, 2008
- POWWOW, 63 Writers Address the Fault Lines in the American Experience, short fiction anthology edited with Carla Blank, 2009
- Ishmael Reed, THE PLAYS, including Mother Hubbard, Savage Wilds, Hubba City, The Preacher and the Rapper, The C Above C Above High C, and Body Parts, 2009
- The Devil Tried to Kill Me, Justin Time Records, by David Murray and The Gwo Ka Masters, including Reed's texts for "Africa" sung by Taj Mahal and the title song, sung by Sista Kee, 2009
- Barack Obama and the Jim Crow Media: The Return of the “Nigger Breakers”, 2010
- Going Too Far: Essays About America's Nervous Breakdown, available September 1, 2012
- The Fighter and the Writer: Two American Stories, non-fiction, forthcoming from Random House

## Otras lecturas
- Sirmans, Franklin, editor. NeoHooDoo, Art for a Forgotten Faith. New Haven and London: The Menil Foundation, Inc., Distribuido por la Prensa de la Universidad de Yale, 2008. (incluye la entrevista de Simerman con Reed, pp. 74–81.)

- Nishikawa, Kinohi. "Mumbo Jumbo." The Greenwood Encyclopedia of Multiethnic American Literature. Ed. Emmanuel S. Nelson. 5 vols. Westport, CT: Greenwood Press, 2005. 1552–53.

- Mvuyekure, Pierre-Damien, con un prefacio de Jerome Klinkowitz. The “Dark Heathenism” of the American Novelist Ishmael Reed, African Voodoo as American Literary Hoodoo. Lewiston, NY: The Edwin Mellen Press, Ltd., 2007
- Hume. Kathryn. American Dream American Nightmare: Fiction Since 1960. Urbana and Chicago: Prensa de la Universidad de Illinois, 2000.
- Dick, Bruce Allen, editor con la asistencia de Pavel Zemliansky. The Critical Response to Ishmael Reed. Westport, Connecticut: Greenwood Press, 1999. (Incluye la llamada de Dick en 1997 con Reed, pp. 228–250)
- McGee, Patrick. Ishmael Reed and the Ends of Race. New York: St. Martin's Press, 1997.
- Ludwig, Sämi. Concrete Language: Intercultural Communication in Maxine Hong Kingston’s “The Woman Warrior” and Ishmael Reed’s “Mumbo Jumbo". Frankfurt am Main: Peter Lang, Cross Cultural Communication Vol. 2, 1996.
- Joyce, Joyce A. "Falling Through the Minefield of Black Feminist Criticism: Ishmael Reed, A Case in Point," Warriors, Conjurers and Priests: Defining African-centered Literary Criticism. Chicago: Third World Press, 1994.

- Nazareth, Peter. In the Trickster Tradition:The Novels of Andrew Salkey, Francis Ebejar and Ishmael Reed. London: Bogle-L'Ouverture Press, 1994.

- Gates, Henry Louis, Jr. The Signifying Monkey: A Theory of Afro-American Literary Criticism. Oxford and New York: Oxford University Press, 1988.

- Martin, Reginald. Ishmael Reed and the New Black Aesthetic Critics. New York: St. Martin’s Press, 1988.

- O'Brien, John, editor. The Review of Contemporary Fiction Volumen 4, Número 2, Verano, 1984. "Juan Goytisolo y Ishmael Reed Number"(incluye artículos y entrevistas con Reed por Reginald Martin, Franco La Polla, Jerry H. Bryant, W.C. Bamberger, Joe Weixlmann, Peter Nazareth, James R. Lindroth, Geoffrey Green y Jack Byrne.)

- McConnell, Frank. "Da Hoodoo is Put on America," in Black Fiction, New Studies in the Afro-American Novel Since 1945, editado por A. Robert Lee. NY: Barnes & Noble Books, 1980.